# Тавадзе, Пармен Кириллович
Пармен Кириллович Тавадзе (1912 год, село Натанеби, Озургетский уезд, Кутаисская губерния, Российская империя — неизвестно, село Натанеби, Махарадзевский район, Грузинская ССР) — бригадир колхоза имени Берия Махарадзевского района, Грузинская ССР. Герой Социалистического Труда (1951).

## Биография
Родился в 1912 году в крестьянской семье в селе Натанеби Озургетского уезда. Окончил местную начальную школу. С раннего возраста трудился в сельском хозяйстве. Во время коллективизации вступил в местный колхоз имени Берия Махарадзевского района, председателем которого был Василий Виссарионович Джабуа. Трудился в колхозе до призыва в Красную Армию по мобилизации. Участвовал в Великой Отечественной войне. После демобилизации возвратился на родину и продолжил трудиться в родном колхозе. В послевоенное время возглавлял чаеводческую бригаду.
В 1950 году бригада под его руководством собрала 7083 килограмма сортового зелёного чайного листа на площади 9,2 гектара. Указом Президиума Верховного Совета СССР от 23 июля 1951 года удостоен звания Героя Социалистического Труда за «получение в 1950 году высоких урожаев сортового зелёного чайного листа» с вручением ордена Ленина и золотой медали «Серп и Молот» (№ 6105).
Этим же Указом званием Героя Социалистического Труда были награждены труженики колхоза имени Берия, в том числе бригадиры Валерьян Алексеевич Бабилодзе, Дмитрий Несторович Баканидзе, Иван Кириллович Горгиладзе, Касьян Павлович Тавадзе, Владимир Илларионович Центерадзе, Василий Геронтиевич Чавлейшвили, звеньевые Нина Владимировна Зоидзе, Тамара Самсоновна Центерадзе, колхозницы Александра Теопиловна Болквадзе, Александра Самсоновна Гобронидзе.
После выхода на пенсию проживала в родном селе Натанеби Махарадзевского района. С 1969 года — персональный пенсионер союзного значения. Дата смерти не установлена (после 1985 года).
Награды
- Герой Социалистического Труда
- Орден Ленина
- Орден Отечественной войны 2 степени (11.03.1985)